# Morinaceae
Morinaceae is een botanische naam, voor een familie van tweezaadlobbige planten. Een familie onder deze naam wordt niet erg vaak erkend door systemen van plantentaxonomie. In het APG II-systeem (2003) is erkenning van deze familie optioneel, en de planten mogen ook ingedeeld worden in de kamperfoeliefamilie (Caprifoliaceae). Deze planten zijn in het verleden ook wel ingedeeld in de familie Dipsacaceae.
Het gaat om een kleine familie van een à anderhalf dozijn overblijvende, kruidachtige planten, in één tot drie genera.